# Żyła brzeżna lewa

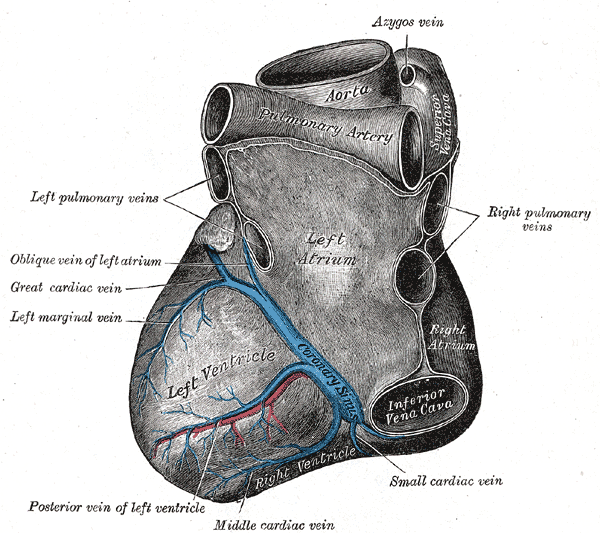
Żyła brzeżna lewa podpisana Left marginal vein

Żyła brzeżna lewa (łac. vena marginalis sinistra) – w anatomii człowieka jedna z żył serca. Przebiega wzdłuż dolnego lewego brzegu serca, towarzysząc gałęzi brzeżnej tętnicy wieńcowej lewej. Zazwyczaj stanowi dopływ żyły sercowej wielkiej, ale może uchodzić też bezpośrednio do zatoki wieńcowej. Tworzy zespolenia z innymi żyłami serca.